# イエヒト (企業)
株式会社イエヒト（イエヒト）は、 鳥取県米子市に本社を置く法人。2012年10月1日、元社名「オープンネット株式会社」から新社名「株式会社イエヒト」に改名した。
設計事務所、専門工事会社などをビジネス対象として、情報の共有化、建築資材の共同購入、補償制度などのサービスを行っている。

## 概要
主な業務は、 設計事務所のCM方式（オープンシステム）による住宅建設の支援である。CM分離発注方式のノウハウを公開し、会員の情報交換を通してシステムの向上を図っている。
また、オープンネットは、フランチャイズ式ではなく、会員制であり、オープンシステムの受注による会員設計事務所へのロイヤリティは発生せず、会員事務所の年会費によってオープンネット（株）が運営されている。
これに所属する会員設計事務所は183社（2009年6月1日時点）。

## オープンシステム前史として、山中省吾の略歴
山中省吾は、オープンネット(株)社長、山中設計代表取締役であり実業家、一級建築士。
1953年北海道に生まれ、その後、鳥取県米子市に移る。米子高専建築科卒業後、米子市内の設計事務所で設計・監理の実務を学ぶ。1988年に独立し、有限会社山中設計を設立した。
レストランで分離発注を行った際に、 元請けの工務店が無くても、工事が予算以内かつ期日以内にできたことが、 オープンシステム開発のきっかけとなった。
オープンシステムとは、元請け工務店や住宅メーカーという中間流通を省き、設計事務所によるマネジメントで、建て主が直接、複数の専門工事業者に分離発注を行う建築方式である。
1996年、日本建築学会で、独自に開発し実践するオープンシステムを発表し、国内で実施されているPM／CM分離発注形式の先進事例として評価された。
1998年オープンネット株式会社を設立した。
1999年に補償共済制度「オープンシステム建物補償制度」立ち上げ、建築物が登録制となった。 
これに登録された建築物は、1999年～2009年10月末時点で3114棟である。
2012年10月1日に元社名「オープンネット株式会社」から新社名「株式会社イエヒト」に改名した。

## オープンシステム
オープンシステムおよびOpen Systemは、オープンネット（株）の登録商標である。
オープンシステムとは、一括請負方式の元請け工務店や住宅メーカーという中間流通を省き、建て主が複数の専門工事業者に直接発注を行う分離発注方式による建築手法のことである。
その主な特徴を3点あげると、まず、分離発注を行う専門工事業者の選定に競争入札形式を導入していること。次にオープンネット(株)の補償制度を設けていることがあげられる。最大の特徴は、オープンネット（株）に所属する会員設計事務所の建築士が建て主の代理人となり、設計からアフターメンテナンスまで一貫したマネジメントを行うことである。
会員設計事務所の建築士がオープンシステムの建築に必要な全ての業務を行い、補償制度への登録やアフターメンテナンスも行うため、オープンネット(株)は、建て主や建築に直接関与せず、オープンネット（株）と建て主は契約関係にない。
オープンネット(株)の契約と理念を守れば、オープンシステムのやり方はそれぞれの設計事務所に任されていて、建築物の設計やデザインおよび構造は、設計者である建築士によって個性に富む、分離発注方式のやり方も会員設計事務所によって異なる。
オープンシステムの建築手法では、見積りで競争入札を行うため、工事原価が公開されコスト比較が容易である。そのため、従来の一括請負形式よりも、工事総額が1～3割削減出来た実績が多数認められ、コストコントロール手法として紹介されるケースが多い。
また、建て主が専門工事業者への直接の発注者となるため、建て主の要望が反映しやすいというメリットもある。
設計を行う建築士が一貫した監理とアフターメンテナンスをするため、責任の所在がはっきりし、工事品質も高く評価されている。
デメリットとしては、まず、建て主が自分にあった会員設計事務所を探すことが大変であることがあげられる。そして、建て主が各工事業者との契約手続きが増えるため作業が多い、詳細な打合せに時間がかかることが指摘されている。

## 理念と原則
オープンシステムの理念
「施主の夢を実現しよう、その為に建築士がいる」
オープンシステムの3原則
- オープンシステム設計事務所は請負工事をしない
- オープンシステム建物登録制度を遵守
- 専門工事業者の推薦・選定は常に公正で

## オープンシステムネットワーク会議
オープンネット株式会社に加盟する会員事務所のメンバーが自主的に活動する組織のこと。オープンネット株式会社と契約し所属している会員建築事務所183社（2009年6月1日時点）が地域ごとに自主的に組織しており、地方ブロック幹事、都道府県幹事が設定されている。幹事は任期ごと順番に交代するという県もあれば、同じ人物が選出され続ける県もある。
オープンネット株式会社とオープンシステムネットワーク会議は互いに協力関係にあり、全国にある会員建築設計事務所をネットワークで結び、経験情報の共有化、営業、広報の共有化、建築資材の共同購入、補償制度の充実、その他各種サービスをインターネットを利用して行う活動をしている。

## オープンシステム建物登録制度とオープンシステム補償制度
CM分離発注での建て主・設計監理者・専門工事業者のリスクを低減し、事故等による問題を円滑に解決するための制度である。
オープンシステム建物登録制度に登録した建物にはオープンシステム補償制度が適用される。
事故等の問題が起きたとき、原因となった業者は被害者に対し、損害賠償責任を果たすことは当然であるが、ＣＭ分離発注の場合、請負金額が細分化されてしまうこと、または、零細な専門工事業者に発注されること等により、その責任が果たされないリスクが伴う。
その損害賠償責任を保険等により担保することで、問題を円滑に解決しようとするのが、オープンシステム補償制度の目的である。
ただし、この制度は原因業者の損害賠償責任を肩代わりするものではなく、原因業者は、保険等が適用されないことを理由に損害賠償責任を免れることはできない。
オープンシステム補償制度は、(1)保険制度、(2)検査保証制度、(3)引継補償制度、の3本柱で成立っている。
また、2009年10月以降引渡しの新築住宅は「住宅かし保険」にも必ず入ることとなっている。

### 保険制度
オープンネット株式会社は、登録された建物に対し損害保険会社に以下の保険をかけている。これにより、建て主・設計監理者・専門工事業者は、直接保険をかけているわけではないが、オープンネット株式会社がかけている保険によって間接的に補償を受けることができる。
この保険は、分離発注の複雑な契約形態に特化したもので、原因や波及損害を特定する必要があることから、建築の専門家である会員設計事務所のみに請求権を限定している。

#### 請負業者賠償責任保険・生産物賠償責任保険
工事中から完成後10年までの全期間、施工ミスによる事故に対しての保険。
工事中は請負業者賠償責任保険、完成後10年間は生産物賠償責任保険。
事故原因部分には適用されないが、原因業者の、損害賠償責任部分に適用される。

#### 建築工事保険
工事中の建物そのものにかかる保険で、建物や資材、仮設物などが突然壊れたり・無くなったりして使い物にならなくなったときに補償される。
建物にかけているので、支払い限度額は建物の総工事金額になる。

#### 建築工事保険メンテナンス特約
建築工事保険はメンテナンス特約を追加することにより、火災や盗難以外の壊れたり・使い物にならなくなった損害を完成後2年間まで延長している。

#### 建築士賠償責任保険
設計ミスによる事故に対応するための保険。支払い限度額は、対人対物共2億円。

#### 建築士賠償責任保険CMr賠償責任特約
設計監理者の行うマネジメント業務に対しての特約。
この特約はオープンネットだけのオリジナル保険で、建築主との窓口である会員設計事務所の、工事業者への伝達ミスや指示ミスにより発生した、建物の不具合を是正する費用を補償する特殊な保険。

#### 業務上災害保険
工事中の事故により工事業者が怪我や死亡した際の保険。
政府の労災認定とは関係なく適用され、１人親方や通勤途中の事故も対象で、最大で2500万円支払われる。

#### 現場見学傷害保険
建築主やその家族・友人などが、現場管理者の案内の下、現場を見学しているときに怪我をした場合も、業務上災害保険と同じ条件で適用される。

#### 免責事項
保険には必ず免責事項があり、なんでも適用されるわけではない。
地震や洪水、火山の噴火、降雪などの天災は保険が効かない。
シロアリ、キクイムシ、カビ、菌類、動物などによる損害も保険が効かない。
その他、劣化、磨耗、消耗、腐食、退色、化学物質による汚染、核汚染、材料の特性による変形・割れ等の経年変化も保険が効かない。

### 検査保証制度
オープンシステム建物登録制度に登録した建物は、日本建物検査株式会社（以下NTK）が指定する検査項目に従って、監理者が検査を行い、監理者は専用webに用意されたフォームで検査報告をしなければならない。
検査の内容は、品確法に沿った主要構造部と雨水浸入を防止する部分で、木造2階建ての建物で12回の検査報告を必要とする。NTKは、その報告をチェックして、問題があれば指摘・是正させ、問題が無ければ承認する。全ての検査を承認した建物に、完成後から10年間にわたり、施工ミスによる事故があった場合で、原因業者が倒産している場合、または、原因業者が施工ミスを認めない場合、NTKは規定する範囲で検査ミスによる弁済金を支払う。
限度額は、主要構造部の事故に対しては最大500万円まで、雨漏りによる事故に対しては最大300万円。

### 引継補償制度
オープンシステム建物登録制度では、CM分離発注を取りまとめる設計監理者が、工事中から完成後10年までの間に業務を継続できなくなった時のために、引継ぎ補償制度を用意している。
オープンネット株式会社は、会員設計事務所を構成員として、オープンシステム建物補償共済会を運営し、会員が不慮の事故や病気などにより業務を継続できなくなった場合、別の会員に引き継ぐ費用を100万円まで補償する。

### 住宅かし保険
新築住宅の場合、CM分離発注であっても住宅瑕疵担保履行法が該当し、主要構造部と雨漏り防止部の工事を請負った業者は、保証金を供託するか保険に入るかのどちらかで、資力を確保しなければならない。
オープンシステムの場合、国交省に認定された指定保険法人と協力して、該当する新築住宅は必ず住宅かし保険に入る。
なお、この指定保険法人から団体認定と、Ｓ基準認定を取得しているので、保険料や検査料は割引を受けている。「住宅かし保険」に入る建物は、建物登録料の割引があり、補償の重複を避けている。

## 建築物の例
専用住宅が主である。まちの家は「2011ぐんまの家」設計・建設コンクールで最優秀賞を受賞、長～い家は2010年に住宅金融支援機構賞を受賞した。商業施設にも使われており、オープンシステム第1号は商業施設である。他、集合住宅や工場、公共施設などがある。